# Список лётчиков-перебежчиков во время Великой Отечественной войны
Переходы лётчиков во время Великой Отечественной войны на сторону противника или в нейтральные страны имели место с обеих воюющих сторон и коалиций, однако о некоторых подобных фактах до сих пор ведутся споры и дискуссии среди историков и исследователей данного вопроса.

## Советские перебежчики

### Данные советских и российских источников
Случаи бегства советских лётчиков за границу имели место в довоенный период, но в годы Великой Отечественной войны под влиянием немецкой пропаганды, военных неудач и катастроф РККА на фронте, негативного отношения призванного и военнообязанного контингента населения СССР к советской власти, за двадцать лет её преобразований, такие перелёты и переходы лётчиков (как и военнослужащих всех других видов вооружённых сил и родов войск) на сторону противника возросли многократно. По подсчётам историка К. М. Александрова, на стороне Германии против СССР на боевых машинах воевало как минимум 38 бывших советских лётчиков. Многие из лётчиков, перешедших на сторону врага, после войны были осуждены (в приведённом ниже списке формулировка «авиации» в званиях перечисленных лиц опускается):
- 7 июля 1941 года был сбит при выполнении боевого задания, а затем завербован немецкими разведорганами дав согласие сотрудничать, лётчик 35-го скоростного бомбардировочного полка Шиян Иван Васильевич, после окончания разведшколы забрасывался с разведывательно-диверсионными целями в расположение войск 2-й ударной армии, с осени 1943 года и до конца войны служил в должности заместителя командира, а затем командира 1-й восточной эскадрильи РОА, был награждён тремя немецкими медалями, получил звание капитана. После войны осуждён на 25 лет лагерей[2].
- В феврале 1942 года на Ленинградском фронте был сбит при выполнении боевого задания, а затем завербован немецкими разведорганами дав согласие сотрудничать, лейтенант Радионенков И. Г., служивший затем в авиационных частях РОА. После войны осуждён на 25 лет лагерей[3].
- 28 августа 1943 года был сбит, а затем поступил на службу в авиацию РОА Герой Советского Союза старший лейтенант Антилевский Бронислав Романович, заместитель командира эскадрильи 303-й истребительной авиадивизии, в ВВС РОА служил в звании поручика, а затем капитана[4][5][6]. Был награждён двумя немецкими медалями и именными часами.
- 10 декабря 1943 года в районе Орши был сбит, а затем поступил на службу в авиацию РОА Герой Советского Союза капитан Бычков Семён Трофимович, заместитель командира 482-го истребительного полка 322-й истребительной авиадивизии, в ВВС РОА служил в звании майора[4][7]. Был награжден Знаком отличия для восточных народов 2 класса с мечами в золоте.
- 18 марта 1945 года Пе-2 (командир старший лейтенант Бацунов, штурман Кодь) из 161-го гвардейского бомбардировочного авиаполка покинул строй и, не отзываясь на команды, скрылся в облаках в западном направлении. Их целью, скорее всего, была не Германия, а нейтральные государства или базы западных союзников по антигитлеровской коалиции.[источник не указан 2240 дней]

Также воевали на стороне Третьего рейха и сотрудничали с немцами (дата перехода на сторону противника требует уточнения, должность указана на момент перехода на сторону противника):
- полковник Мальцев Виктор Иванович (командир Б. Р. Антилевского и С. Т. Бычкова).[1][8]. Был награждён Знаком отличия для восточных народов 1 класса в золоте;
- капитан К. Арзамасцев;[1]
- полковник Ванюшин Александр Фёдорович, исполняющий обязанности командующего ВВС 20-й армии Западного фронта, ставший впоследствии заместителем и начальником штаба у В. И. Мальцева;[1]
- капитан Меттль А. П., служивший в авиации Черноморского флота;[2]
- капитан А. Никулин;[1]
- капитан Рипушинский Ф. И., командир эскадрильи 13-го скоростного бомбардировочного авиаполка;[2]
- майор Ситник Серафима Захаровна, начальник связи 205-й истребительной авиадивизии.[9]

### Данные германской стороны
По данным военных документов Германии за 1943 год к немцам перелетело 66 самолётов, ещё 203 экипажа перелетело якобы только за первые три месяца 1944 года. Данные за 1941—1942 гг., когда случаи перехода были наиболее массовыми, ввиду совершенно беспрецедентного их масштаба того периода — вообще просто отсутствуют. О размерах явления и количестве перешедших на сторону противника можно судить по фрагменту воспоминаний Героя Советского Союза Б. Р. Антилевского:

Весной 1945 года, за несколько недель до конца войны, над Германией и Чехословакией шли ожесточённые воздушные бои. В эфире звучал треск пушечно-пулемётных очередей, отрывистые команды, проклятия лётчиков и стоны раненых, сопровождавшие поединки в воздухе. Но в отдельные дни русская речь слышалась с обеих сторон — в небе над центром Европы в яростных схватках не на жизнь, а на смерть сошлись русские…

## Перебежчики из Стран «Оси»
Историки отмечают, что случаи перелёта лётчиков стран «Оси» на сторону СССР также имели место, однако достаточно трудно установить, был ли перелёт добровольным или вынужденным. В большинстве случаев самолёты так называемых «перебежчиков» были сбиты, а сами пилоты были взяты в плен.
- 25 июня 1941 года под Киевом сел бомбардировщик Junkers Ju 88, весь его экипаж — унтер-офицер Ганс Герман, наблюдатель Ганс Кратц, радист Вильгельм Шмидт и старший ефрейтор Адольф Аппель — сдался в плен. По сообщению Совинформбюро, лётчики сбросили бомбы в Днепр перед тем, как приземлиться.[13][неавторитетный источник]
- 30 августа 1942 года самолёт Messerschmitt Bf.109F, который пилотировал лейтенант Генрих фон Эйнзидель, правнук канцлера Отто фон Бисмарка, был сбит в Сталинградской области, в районе Бекетовки (по другим данным — над Сарептой). Попавший в плен граф позднее примкнул к комитету «Свободная Германия».[13][неавторитетный источник]
- 25 июня 1943 года лётчик бомбардировщика Dornier Do 17Z с бортовым номером A1+OZ Миливой Бороша, офицер ВВС Независимого государства Хорватия, перелетел за линию фронта, приземлившись в Калининской области в деревне Тарасово, и сдался местным советским властям, вместе со всем экипажем самолёта: братьями Олегом и Львом Окшевскими, и Богданом Вуичичем, а также передав в плен Марко Желяка, отказавшегося переходить на сторону СССР даже под угрозой смерти.